# Mošćenička Draga
Mošćenička Draga (ital. Draga di Moschiena) ist eine vom Tourismus geprägte Gemeinde in der Gespanschaft Primorje-Gorski kotar auf der Halbinsel Istrien in Kroatien.

## Geographie

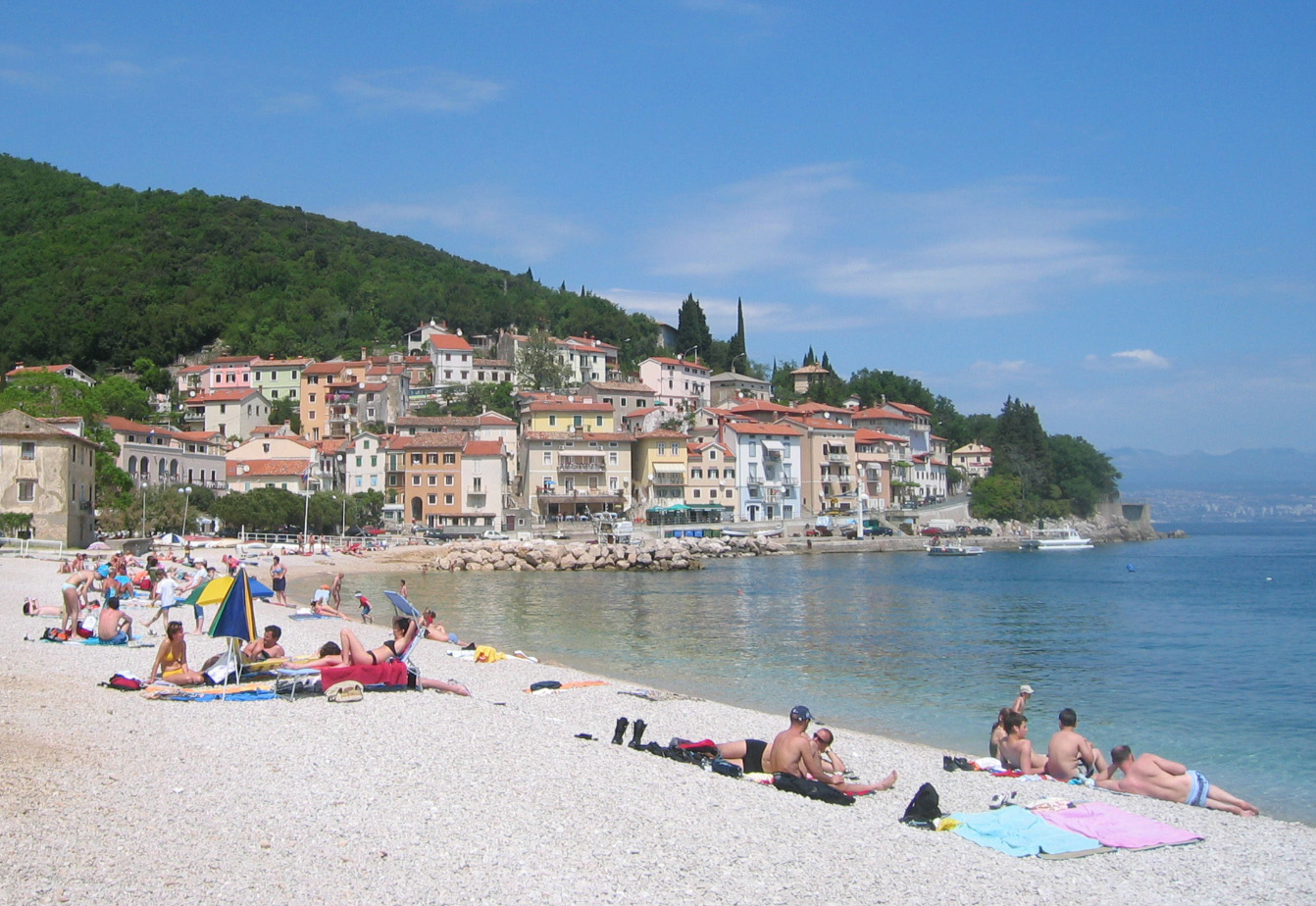
Moščenićka Draga – Strand

Die Gemeinde hat 1288 Einwohner (Volkszählung 2021) und eine Fläche von 43,94 km². Das Gebiet des an der Kvarner Bucht gelegenen Ortes reicht in den kroatischen Naturpark Učka. Es besteht aus den 14 Ortschaften Brseč, Golovik, Grabrova, Kalac, Kraj, Mala Učka, Martina, Mošćenice, Mošćenička Draga, Obrš, Sučići, Sv. Anton, Sv.Jelena und Zagore.

## Geschichte
Die Bergstädtchen Brseč und Mošćenice entstanden im 12. und 13. Jahrhundert auf den Gipfeln von Hügeln und bildeten zusammen mit Veprinac und Kastav eine Festungskette entlang der istrischen Ostküste. Sie dienten als Zufluchtsort für die Küstenbewohner.

## Wirtschaft
Hauptwirtschaftszweige sind seit dem 19. Jahrhundert der Fischfang und seit dem Ende des Zweiten Weltkrieges der Tourismus. Die Gemeinde bietet für Touristen rund 2500 Betten, davon etwa 1100 in Hotels und auf dem Campingplatz, rund 1400 in Privatunterkünften.